# Hydnophytum intermedium
Hydnophytum intermedium är en måreväxtart som beskrevs av Adolph Daniel Edward Elmer. Hydnophytum intermedium ingår i släktet Hydnophytum och familjen måreväxter. Inga underarter finns listade i Catalogue of Life.